# Alvilág-festő
Az Alvilág-festő az i. e. 4. század utolsó harmadában Dél-Itáliában, Apuliában alkotó görög vázafestő volt. Pontos születési és halálozási dátuma nem ismert és mivel nem szignálta alkotásait, neve sem maradt ránk.
Névadó vázája egy voluta-kratér Perszephoné és Hadész ábrázolásával az alvilágban. Korai munkái közül három léküthoszon felismerhető az erőteljes stilisztikai hasonlóság a Dareiosz-festő alkotásaival, akinek legfontosabb követője volt.
Mindhárom váza egy híres elrablás-jelenetet mutat be, Hadész Perszephonét, Éósz Kephaloszt rabolja el míg a harmadik vázán és Leukipposz lányainak elrablása látható. Ez utóbbinak a következményeit is megfestette, ami egyedülálló a görög vázafestészetben. A három közül az elsőn az alakok egyszerűen több szinten jelennek meg, míg a másik kettőn a sávokat keretekkel választotta el a festő. Mindhárom képen gondot fordított a részletek megjelenítésére is. Elődjének hatása főleg a kompozíciókban és a mítosz kezelésében ismerhető fel. Ezek a hatások még jobban felerősödnek nagyobb vázáin amiken látható, hogy az Alvilág-festő hajlamos volt túldíszíteni képeit.
Az arcokat kevésbé pontosan rajzolta meg, a vonalak kevésbé kidolgozottak így az alakok arckifejezése időnként ingerültnek tűnik. A ruhátlan férfialakok izomzata keményebb, és hangsúlyozottabb ami néhány korai hellenisztikus szoboréra emlékeztet. A lábakra kevesebb figyelmet fordított, viszont a haj kidolgozása részletesebb, sokszor a vállra lógó tincsekkel. A drapériákat gazdagon díszítette, a kevésbé jelentős nőalakok gyakran peploszt viselnek.
Témaválasztása kevésbé változatos mint a Dareiosz-festőé, de repertoárja néhány egyéni témát is tartalmaz. A jelenetek főszereplőinél gondot fordított az érzelmek, például düh, zavarodottság, szorongás megjelenítésére. 
A század vége felé késői munkái színvonala rohamosan romlott, ez főleg a figurák arckifejezésén vehető észre. Műhelyében számos váza készült, egyik leggyakoribb edényformájuk a peliké. A Dareiosz-festő és az Alvilág-festő műhelyeihez több mint kétezer kisebb edény is köthető legtöbbet egy-két, legtöbbször a nagyobb vázák hátoldaláról átvett figurával díszítették. Az alakok az úgynevezett „egyszerű” stílus hagyományait követték.